# Джан, Сибель
Сибель Джан (тур. Sibel Can, урожд. Сибель Джангюре, Sibel Cangüre; род. 1 августа 1970 г., Стамбул) — турецкая певица
, танцовщица
 и киноактриса
.

## Жизнь и творчество
Родилась первым ребёнком в семье скрипача Энгина Джангюра. Отец Сибель был аккомпаниатором многих известных певцов-исполнителей. В возрасте 14 лет начинает артистическую карьеру как исполнительница танца живота. В качестве танцовщицы сопровождает своего отца во время гастролей по разным городам Турции. Выступает в таких элитных заведениях, как клубы Галата-Тауэр и Астория, в возрасте 17 лет сопровождает выступления певиц Нюкхет Дуру и Фахреттин Арслан в казино Максим. В казино Максим впоследствии работает вместе с такими исполнителями, как Муаззез Абаджы, Неше Карабёджек и Эмель Сайин. 
В 1984 году выходит в свет первый альбом её песен «Günah Bize», в записи фирмы Kervan Plak. При создании диска Сибель помогает классик турецкой песни Орхан Генджебай. 
В 1988 году Сибель Джан начинает свои концертные выступления как певица в казино Максим в Стамбуле. 
В течение 1980-х и в начале 1990-х годов Сибель выпускает по музыкальному альбому своих песен ежегодно и в 1995 году заключает контракт с фирмой Raks Müzik. 
В 1997 году здесь выходит в свет девятый студийный альбом певицы Bu Devirde с хитом «Padişah» (автор — Сердар Ортач). Вскоре после этого Сибель выпускает видеоклип на тему этой песни. Добившись популярности и завоевав симпатии многочисленных почитателей своего таланта, среди которых был и президент Турции Сулейман Демирель, певица гастролирует с концертным туром по городам страны. 
В 2000 году в свет выходит её новый альбом İşte Türk Sanat Müziği İşte Sibel Can. 
В 2001 начинается сотрудничество С.Джан с звукозаписывающей фирмой Emre Plak. 
В 2002 году она сыграла главную роль в художественном фильме «Papatya ile Karabiber». 
В 2006 году альбом *Özledin Mi? (Меня тебе не хватает? , 2005) продаётся в количестве 200 тысяч дисков и удостаивается платинового сертификата. 
В 2007 году певица выпускает альбом Akşam Sefası с хитом «Çakmak», который был написан известным в Турции исполнителем Тарканом. 
А 2009 ему следует альбом под названием Benim Adım Aşk, вслед за ним, в 2011-м, альбом Seyyah. Его песня «Hançer» оказалась одним из ведущих хитов года в Турции. В апреле 2012 года Джан выпускает новый альбом песен, Meşk; в феврале 2014 выходит её 12-й альбом, Galata, в 2016 году — её альбом Arabesque.
В 1988 году Сибель Джан выходит замуж за Хакана Урала, в этом браке у них родились двое детей, Энгинджан и Мелиса. Брак распался в 1999 году. Годом позже певица вновь сочетается браком, на этот раз с Сулхи Аксютом. в 2001 году рождается их сын Эмир. Сибель и Сулхи развелись в 2010 году.

## Дискография

### Альбомы
- Günah Bize (1987)
- Bulursun Beni (1988)
- Rüyalarda Buluşuruz (1989)
- Hasretim (1990)
- Bir Güneş Batışında (1991)
- Seni Sevmek (1992)
- Hayat Devam Ediyor (1993) с Орханом Генджебаем
- Hatirasidir (1994)
- Şarkılar Senden Yana (1995)
- Bu Devirde (1997)
- Daha Yolun Basindayim (2000)
- İşte Türk Sanat Müziği (2000)
- Canim Benim (2001)
- Sen Benimsin (2003)
- Özledin Mi? (2005)
- Akşam Sefası (2007)
- Benim Adım Aşk (2009)
- Seyyah (2011)
- Meşk (2012)
- Galata (2014)
- Arabesque (2016)
- Yeni Aşkım (2018)
- Hayat (2020)

## Фильмография
| Кинофильмы  | Кинофильмы                | Кинофильмы | Кинофильмы |
| Year        | Title                     | Role       | Notes      |
| ----------- | ------------------------- | ---------- | ---------- |
| 2002        | Papatya ile Karabiber     | Papatya    |            |
| Телевидение |                           |            |            |
| Year        | Title                     | Role       | Notes      |
| 1996        | Kaldırım Çiçeği           | Aslı       |            |
| 1997        | Gülüm                     | Gül        |            |
| 1998        | Sibel                     | Sibel      |            |
| 1999        | Bize Ne Oldu              | Kezban     |            |
| 2002        | Berivan                   | Berivan    |            |
| 2005        | Saklambaç                 | Fidan      |            |
| 2006        | Ah İstanbul               | Hayat      |            |
| 2016        | O Ses Türkiye             | Herself    |            |
| 2016        | Sibel Can’la Yılbaşı Özel | Herself    |            |
| 2017        | Sevda’nın Bahçesi         | Sevda      |            |

## Дополнения
- Официальный сайт Сибель Джан